# San Antonio Spurs 1981-1982
La stagione 1981-82 dei San Antonio Spurs fu la 6ª nella NBA per la franchigia.
I San Antonio Spurs vinsero la Midwest Division della Western Conference con un record di 48-34. Nei play-off vinsero le semifinali di conference per 4-1 contro i Seattle SuperSonics, perdendo poi la finale di conference 4-0 contro i Los Angeles Lakers.

## Risultati
| Squadra           | V  | P  | %    | GB |
| ----------------- | -- | -- | ---- | -- |
| San Antonio Spurs | 48 | 34 | 58,5 | -  |
| Houston Rockets   | 46 | 36 | 56,1 | 2  |
| Denver Nuggets    | 46 | 36 | 56,1 | 2  |
| Kansas City Kings | 30 | 52 | 36,6 | 18 |
| Dallas Mavericks  | 28 | 54 | 34,1 | 20 |
| Utah Jazz         | 25 | 57 | 30,5 | 23 |

## Roster
| N° | Naz.                   | Ruolo | Sportivo          | Anno | Alt. | Peso |
| -- | ---------------------- | ----- | ----------------- | ---- | ---- | ---- |
| 00 | Stati Uniti (bandiera) | G     | Johnny Moore      | 1958 | 185  | 79   |
| 10 | Stati Uniti (bandiera) | G     | Ron Brewer        | 1955 | 193  | 82   |
| 15 | Stati Uniti (bandiera) | A     | Ed Rains          | 1956 | 201  | 86   |
| 20 | Stati Uniti (bandiera) | GA    | Gene Banks        | 1959 | 201  | 98   |
| 21 | Stati Uniti (bandiera) | GA    | Roger Phegley     | 1956 | 198  | 93   |
| 23 | Stati Uniti (bandiera) | G     | Mike Bratz        | 1955 | 188  | 84   |
| 24 | Stati Uniti (bandiera) | AC    | John Lambert      | 1953 | 208  | 102  |
| 30 | Stati Uniti (bandiera) | AC    | Paul Griffin      | 1954 | 206  | 93   |
| 31 | Stati Uniti (bandiera) | AC    | Kevin Restani     | 1951 | 206  | 102  |
| 32 | Stati Uniti (bandiera) | AC    | Reggie Johnson    | 1957 | 206  | 93   |
| 34 | Stati Uniti (bandiera) | A     | Mike Mitchell     | 1956 | 201  | 98   |
| 40 | Stati Uniti (bandiera) | C     | Dave Corzine      | 1956 | 211  | 113  |
| 43 | Stati Uniti (bandiera) | C     | Steve Hayes       | 1955 | 213  | 93   |
| 43 | Stati Uniti (bandiera) | A     | Rich Yonakor      | 1958 | 206  | 100  |
| 44 | Stati Uniti (bandiera) | GA    | George Gervin     | 1952 | 201  | 82   |
| 52 | Stati Uniti (bandiera) | AC    | George T. Johnson | 1948 | 211  | 93   |
| 53 | Stati Uniti (bandiera) | A     | Mark Olberding    | 1956 | 203  | 102  |

## Staff tecnico
- Allenatore: Stan Albeck
- Vice-allenatore: Morris McHone